# Freestyle ai XXIV Giochi olimpici invernali - Salti maschile
La gara di halfpipe maschile di freestyle dei XXIV Giochi olimpici invernali di Pechino si è svolta dal 15 al 16 febbraio 2022 al Genting Snow Park di Zhangjiakou.

## Risultati

### Qualificazione 1
| Pos. | Bib | Ordine | Nome                 | Nazione     | Punteggio | Note |
| ---- | --- | ------ | -------------------- | ----------- | --------- | ---- |
| 1    | 4   | 5      | Qi Guangpu           | Cina        | 127.88    | Q    |
| 2    | 3   | 14     | Jia Zongyang         | Cina        | 125.67    | Q    |
| 3    | 7   | 15     | Noé Roth             | Svizzera    | 123.08    | Q    |
| 4    | 9   | 24     | Eric Loughran        | Stati Uniti | 121.24    | Q    |
| 5    | 13  | 7      | Oleksandr Abramenko  | Ucraina     | 120.36    | Q    |
| 6    | 20  | 12     | Christopher Lillis   | Stati Uniti | 119.91    | Q    |
| 7    | 10  | 3      | Stanislav Nikitin    | ROC         | 119.47    |      |
| 8    | 15  | 17     | Justin Schoenefeld   | Stati Uniti | 118.59    |      |
| 9    | 17  | 23     | Il'ja Burov          | ROC         | 117.65    |      |
| 10   | 19  | 21     | Stanislau Hladchenka | Bielorussia | 115.49    |      |
| 11   | 14  | 6      | Miha Fontaine        | Canada      | 115.05    |      |
| 12   | 6   | 22     | Wang Xindi           | Cina        | 114.60    |      |
| 13   | 16  | 8      | Émile Nadeau         | Canada      | 112.83    |      |
| 14   | 5   | 11     | Pirmin Werner        | Svizzera    | 112.22    |      |
| 15   | 12  | 20     | Sherzod Khashyrbayev | Kazakistan  | 109.74    |      |
| 16   | 21  | 19     | Maksim Gustik        | Bielorussia | 109.74    |      |
| 17   | 23  | 16     | Lloyd Wallace        | Regno Unito | 108.41    |      |
| 18   | 22  | 9      | Pavel Dzik           | Bielorussia | 106.20    |      |
| 19   | 25  | 13     | Lewis Irving         | Canada      | 103.98    |      |
| 20   | 11  | 10     | Nicolas Gygax        | Svizzera    | 101.77    |      |
| 21   | 1   | 2      | Maxim Burov          | ROC         | 95.02     |      |
| 22   | 18  | 18     | Oleksandr Okipniuk   | Ucraina     | 92.76     |      |
| 23   | 2   | 4      | Sun Jiaxu            | Cina        | 85.40     |      |
| 24   | 8   | 1      | Dmytro Kotovskyi     | Ucraina     | 73.89     |      |

### Qualificazione 2
| Pos. | Bib | Ordine | Nome                 | Nazione     | Salto 1 | Salto 2 | Miglior punteggio | Note |
| ---- | --- | ------ | -------------------- | ----------- | ------- | ------- | ----------------- | ---- |
| 1    | 18  | 13     | Oleksandr Okipniuk   | Ucraina     | 92.76   | 125.00  | 125.00            | Q    |
| 2    | 5   | 9      | Pirmin Werner        | Svizzera    | 112.22  | 123.45  | 123.45            | Q    |
| 3    | 17  | 18     | Il'ja Burov          | ROC         | 117.65  | 120.36  | 120.36            | Q    |
| 4    | 10  | 3      | Stanislav Nikitin    | ROC         | 119.47  | 86.88   | 119.47            | Q    |
| 5    | 15  | 12     | Justin Schoenefeld   | Stati Uniti | 118.59  | 105.88  | 118.59            | Q    |
| 6    | 19  | 16     | Stanislau Hladchenka | Bielorussia | 115.49  | 107.69  | 115.49            | Q    |
| 7    | 14  | 5      | Miha Fontaine        | Canada      | 115.05  | 107.69  | 115.05            |      |
| 8    | 6   | 17     | Wang Xindi           | Cina        | 114.60  | 98.19   | 114.60            |      |
| 9    | 8   | 1      | Dmytro Kotovskyi     | Ucraina     | 73.89   | 114.03  | 114.03            |      |
| 10   | 1   | 2      | Maxim Burov          | ROC         | 95.02   | 113.28  | 113.28            |      |
| 11   | 16  | 6      | Émile Nadeau         | Canada      | 112.83  | 102.26  | 112.83            |      |
| 12   | 2   | 4      | Sun Jiaxu            | Cina        | 85.40   | 110.86  | 110.86            |      |
| 13   | 12  | 15     | Sherzod Khashyrbayev | Kazakistan  | 109.74  | 69.23   | 109.74            |      |
| 14   | 21  | 14     | Maksim Gustik        | Bielorussia | 109.74  | 97.20   | 109.74            |      |
| 15   | 23  | 11     | Lloyd Wallace        | Regno Unito | 108.41  | 71.94   | 108.41            |      |
| 16   | 22  | 7      | Pavel Dzik           | Bielorussia | 106.20  | 81.45   | 106.20            |      |
| 17   | 25  | 10     | Lewis Irving         | Canada      | 103.98  | 80.99   | 103.98            |      |
| 18   | 11  | 8      | Nicolas Gygax        | Svizzera    | 101.77  | 103.62  | 103.62            |      |

### Finale
| Pos.    | Bib | Nome                 | Nazione     | Finale 1 | Finale 1 | Finale 1          | Finale 2        |
| Pos.    | Bib | Nome                 | Nazione     | Salto 1  | Salto 2  | Miglior punteggio | Finale 2        |
| ------- | --- | -------------------- | ----------- | -------- | -------- | ----------------- | --------------- |
| Oro     | 4   | Qi Guangpu           | Cina        | 125.22   | 114.48   | 125.22            | 129.00          |
| Argento | 13  | Oleksandr Abramenko  | Ucraina     | 123.53   | 113.57   | 123.53            | 116.50          |
| Bronzo  | 17  | Il'ja Burov          | ROC         | 109.05   | 129.50   | 129.50            | 114.93          |
| 4       | 5   | Pirmin Werner        | Svizzera    | 126.24   | 114.93   | 126.24            | 111.50          |
| 5       | 15  | Justin Schoenefeld   | Stati Uniti | 120.36   | 123.53   | 123.53            | 106.50          |
| 6       | 20  | Christopher Lillis   | Stati Uniti | 125.67   | 122.17   | 125.67            | 103.00          |
| 7       | 3   | Jia Zongyang         | Cina        | 123.45   | 88.69    | 123.45            | Did not advance |
| 8       | 7   | Noé Roth             | Svizzera    | 122.13   | 110.41   | 122.13            | Did not advance |
| 9       | 18  | Oleksandr Okipniuk   | Ucraina     | 91.40    | 122.01   | 122.01            | Did not advance |
| 10      | 10  | Stanislav Nikitin    | ROC         | 117.26   | 119.00   | 119.00            | Did not advance |
| 11      | 19  | Stanislau Hladchenka | Bielorussia | 115.93   | 116.29   | 116.29            | Did not advance |
| 12      | 9   | Eric Loughran        | Stati Uniti | 111.95   | 90.50    | 111.95            | Did not advance |